# Inge Meysel

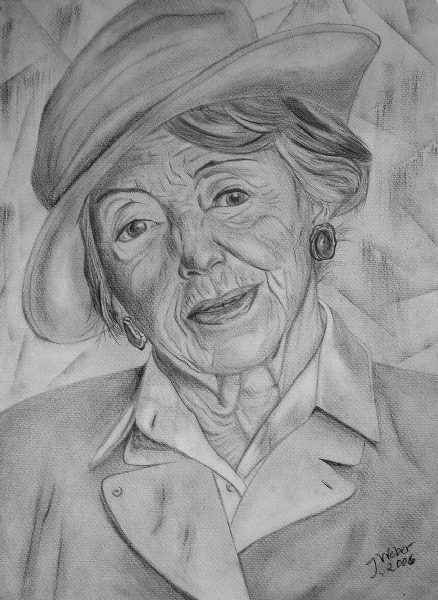
Inge Meysel

Inge Meysel, född 30 maj 1910 i Rixdorf (Neukölln) i Berlin, död 10 juli 2004 i Seevetal, var en tysk skådespelare. Hon hade precis påbörjat sin teaterkarriär och filmdebuterat i Storstadsnätter 1932 då hon 1933 förbjöds att verka som skådespelare av NSDAP, eftersom hennes far var jude. Efter kriget återkom hon som skådespelare mot slutet av 1940-talet. På 1960-talet och 1970-talet tilldelades hon flera priser för sina skådespelarinsatser inom TV.

## Filmografi, urval
- 1932 – Storstadsnätter
- 1949 – Vi har funnit varandra
- 1950 – Skuggor i natten
- 1950 – Taxi-Kitty
- 1952 – Dansande stjärnor
- 1955 – Djävulens general
- 1958 – Ung man gör revolt
- 1959 – Rosor till åklagaren